# Ermida de Nossa Senhora da Luz

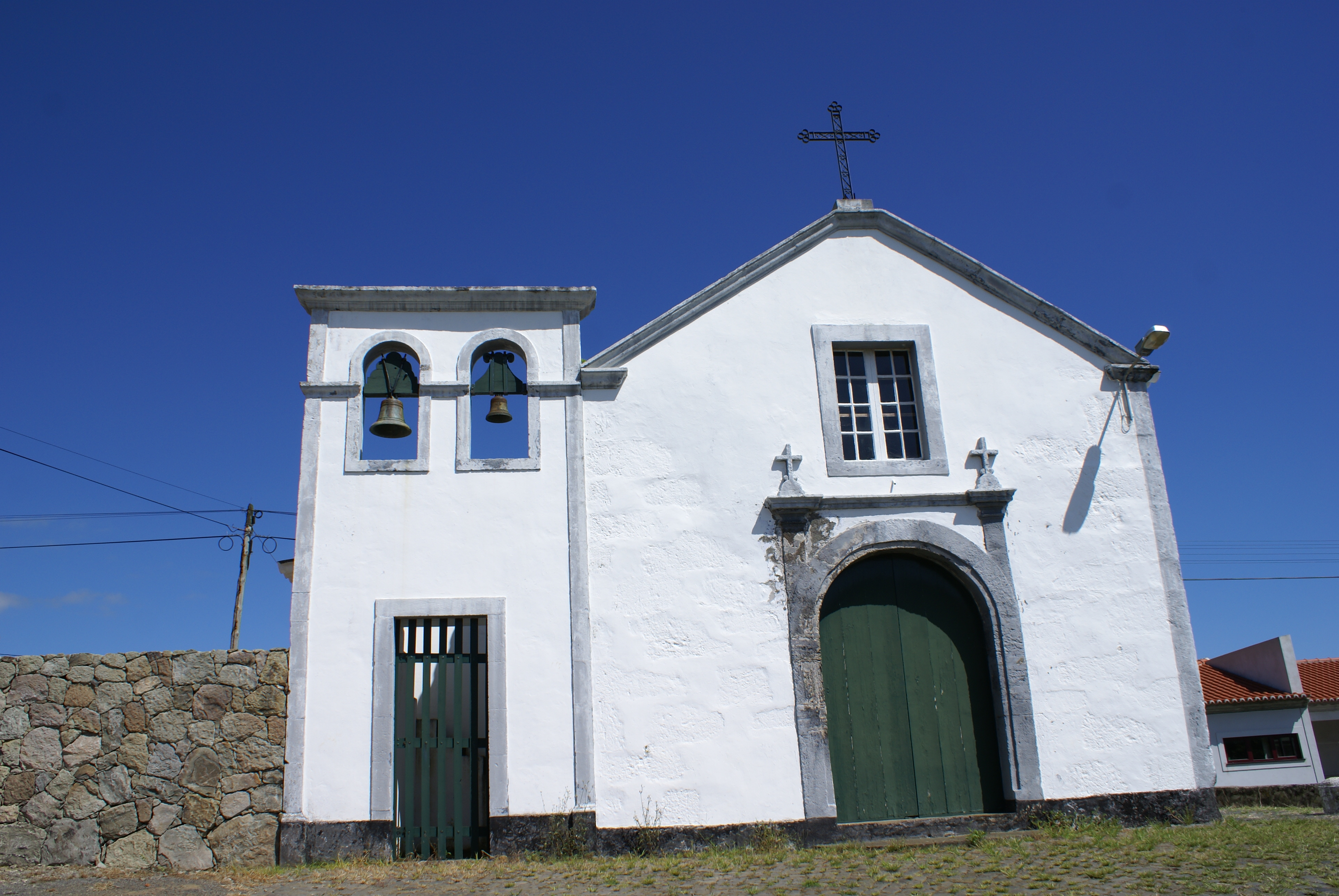
Ermida de Nossa Senhora da Luz, São Mateus da Calheta, Angra do Heroísmo.

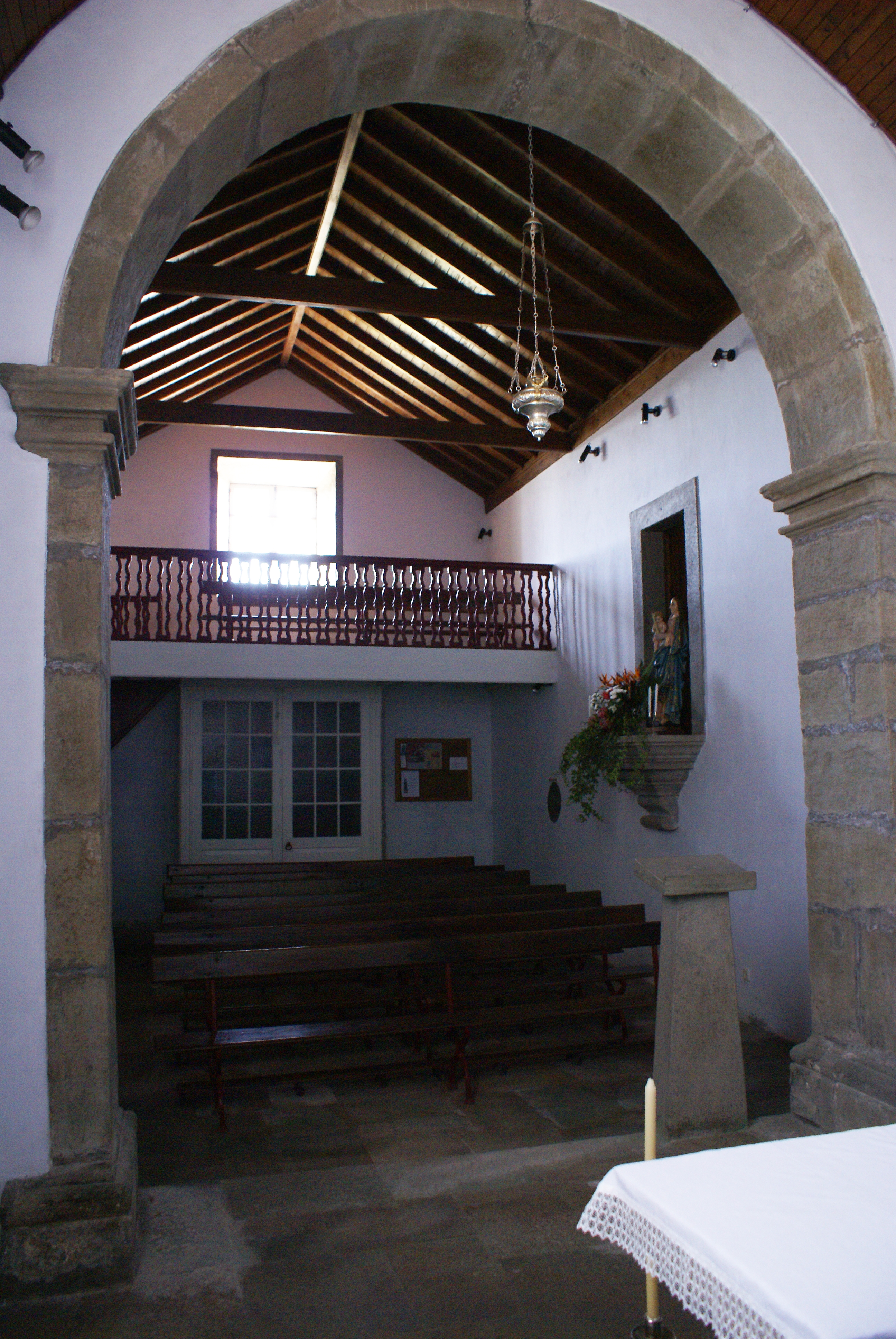
Ermida de Nossa Senhora da Luz, São Mateus da Calheta, Angra do Heroísmo.

A Ermida de Nossa Senhora da Luz (São Mateus da Calheta) é uma ermida açoriana localizada na freguesia de São Mateus da Calheta, concelho de Angra do Heroísmo, na Ilha Terceira.
Trata-se de um edifício de construção simples e antiga localizado na Canada da Luz, cuja data de construção remonta aos finais do século XV. Este templo, o primeiro da localidade de São Mateus da Calheta, foi curato de Santa Bárbara até à autonomia religiosa desta freguesia.
É dedicado a Nossa Senhora da Luz e guarda uma imagem da virgem Maria e do menino de origem flamenga que remonta ao século XVI.